# Andrena cheni
Andrena cheni är en biart som beskrevs av Dubitzky 2006. Andrena cheni ingår i släktet sandbin, och familjen grävbin. Inga underarter finns listade i Catalogue of Life.